# Starset
A Starset egy amerikai rockzenekar, amely Columbusból származik. Az együttest 2013-ban alapította a Downplay énekese, Dustin Bates. A rákövetkező évben meg is jelent a debütáló albumuk, a Transmissions és 2017-ben a második Vessels címmel (mindkettőhöz jelent meg egy deluxe edition is, egy évvel később). Ezt követően az együttes még két albumot adott ki, a Divisionst és a Horizonst.
Az első kislemezük, a My Demons 280 millió megtekintésnél jár a YouTube-on. A szám minden idők leghosszabb ideig a Billboard Mainstream Rock slágerlista legjobb ötjében szereplő dal. 41 hétig volt a kiemelkedő helyek egyikén. A legsikeresebb számuk a 2017 májusi Billboard US Mainstream Rock Songs slágerlistán második helyezést elérő Monster volt. Az első platina RIAA-minősítést szerző számuk is a My Demons lett 2018-ban.

## Történet

### 2013–2015: megalakulás és aTransmissions
A Starsetet 2013 alapította a Downplay énekese Dustin Bates (aki egyébként az ének és a dalszöveg írás mellett az együttes [egyik] billentyűse is). Bates érdeklődési körébe nagyban beletartozik a csillagászat. Tanult az Ohiói Egyetemen, végzett kutatásokat az Egyesült Államok légierejének és a Nemzetközi Űregyetemen is tanított. Szintén ő találta ki az együttes háttértörténetét, miszerint a Starsetet egy kezdeményezés részeként alapította a The Starset Society, amelynek célja, hogy felhívja a nyilvánosság figyelmét „Az Üzenet” tartalmára, amit a society egy rejtélyes jelként kapott az űrből. Az együttes – néhány kivétellel – úgy beszél a Starset Societyről és a háttértörténetükről, mintha igaz lenne. 
2014 júliusában jelent meg az első albumuk Transmissions címmel. A Billboard 200-on 49. helyen debütált. Ez volt 2014 egyik legmagasabban debütáló rock albuma. 2016-ig összesen 79 ezer példányban kelt el. Az albumról három kislemez jelent meg: a Carnivore (2014) a My Demons (2013) és a Halo (2014). A Billboard US Mainstream Rock listáján hatodik, tizenhatodik és megint csak tizenhatodik hely volt a legjobb elért helyezésük. Később az együttes kiadott egy 250 oldalas könyvet The Prox Transmission címmel, ami részletesebben is leírja a Dustin Bates által kitalált háttértörténetet.

### 2016–2019: aVesselsés szerződés a Fearless Records-hoz
Rob Graves, (aki a Transmissions producere is volt) 2016 januárjában bejelentette, hogy megkezdődtek az együttes második albumának munkálatai és a megjelenés őszre várható. Ugyanekkor jelentették be az első európai turnéjuk időpontjait és helyszíneit. Október 4-én pedig kiposztolták, hogy érkezik egy Marvel képregény, amiben a The Prox Transmission története lesz újraalkotva. Ez 2017 szeptemberében jelent meg és 88 oldalas lett. Ugyanekkor Bates kijelentette, hogy az új album sokkal másabb lesz, mint az előző és metáltól popig minden lesz rajta.
Az album első kislemeze a Monster 2016 októberében érkezett. Majd november negyedikén be is jelentették a Vessels érkezését, ami 2017 januárjában jelent meg. Az album a Billboard 200-on a tizenegyedik helyen kezdett. Az együttes 2017 nagy részét a Vessels-turnéval töltötte. Az év első felében az együttes a Black Satellite-tal turnézott. 2017 augusztusában jelent meg az album második kislemeze a Satellite, eddigi legmagasabb helyezése a 12. volt a Billboard Mainstream Rock slágerlistán.
Az együttes 2017 decemberében a 2018-as turné első időpontjait is bejelentette.
2018. április 2-án megjelent a nyolcadik videóklipjük, a Ricochet című számhoz. Pár órával a megjelenés előtt bejelentették, hogy aláírtak a Fearless Records nevű kiadóhoz.
2018 áprilisának végén megjelent az együttes első akusztikus száma a Vesselsről, a Ricochet. Másnap (európai idő szerint) kislemezként is kiadásra került a szám.
2018 augusztusában jelent meg egy kép az együttes rajongói Facebook-csoportjában a Vessels 2.0 számlistájáról és a kiadás dátumáról. Az album az év szeptember 28-án jelenik meg. Augusztus 17-től az album megjelenéséig hetente jelent meg egy kislemez a Vessels 2.0-ról. Ezzel együtt bejelentették, hogy a harmadik albumot az együttes 2019-re tervezi.

### 2019–2020: aDivisions
A Starset 2019 májusában jelentette be az új albumát és annak megjelenési dátumát. Az album címe 2019. augusztus 2-án lett ismert, és az első kislemez, a MANIFEST is ekkor tudódott ki. Még aznap délutánján kiderült, hogy ezek még nem lettek volna a nyilvánosságnak szánt információk, csak a kiadótól szivárogtatta ki egy ismeretlen személy. A kiszivárogtatásból az is kiderült, hogy 2020-ban lesz a The Prox regény folytatásának a megjelenése.
Az albumról két kislemez jelent meg, a MANIFEST és a TRIALS. Az utóbbi egy átdolgozott változata is megjelent, TRIALS (reimagine) címmel. A MANIFEST a Billboard Mainstream Songs listán 14. helyig jutott, míg a TRIALS a 8. helyet érte el.
A DIVISIONS megjelenését egy világ körüli turné követte, amely során az együttes Észak-Amerikában, Európában (Magyarországon először) és Oroszországban is fellépett több helyszínen. Az album 37. helyet ért el a Billboard 200-on és 7. helyet a Top Rock Albums listán, ezzel alulteljesítve a Vesselst.

### 2021–2023: aHorizons

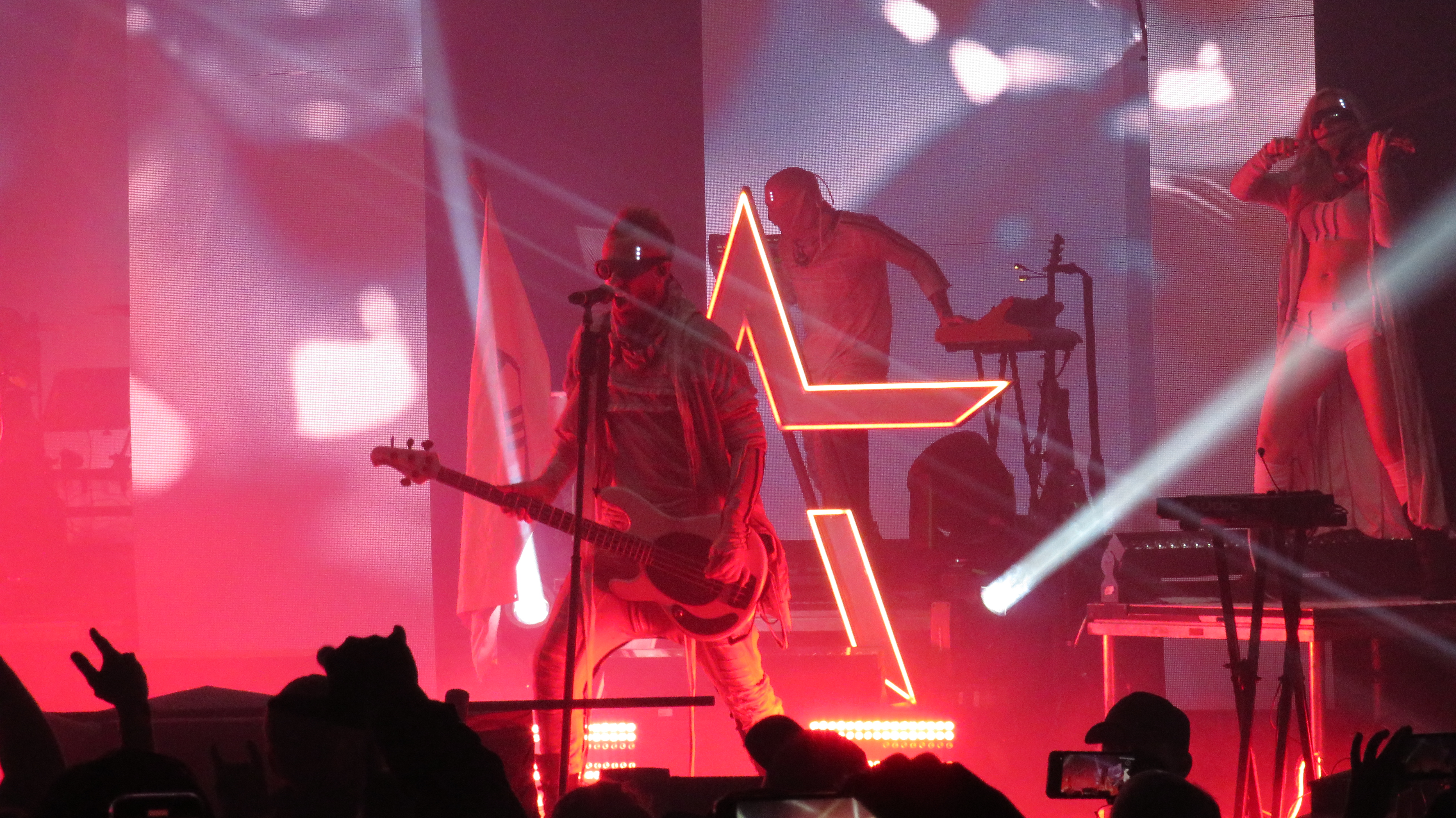
Ron DeChant az együttes egy 2021-es koncertjén

2020-ban, a budapesti koncertjük előtt Dustin Bates interjút adott az M2 Petőfi TV-nek. Ebben az interjúban elmondta, hogy már dolgozik a következő albumon és a rajongóknak nem kell majd annyit várniuk rá, mint a Divisions-re: „Már nem kell sokat rá várni. Most is írom, holnap reggel majd valaki más fog rajta dolgozni, a turné alatt is dolgozunk.” Az együttesnek ezt követően a Covid19-pandémia miatt meg kellett szakítania a turnéjának oroszországi szakaszát.
2020 októberében lehetett először új zenét hallani az együttestől, mikor az Arknights videójáték két éves évfordulójának ünneplésére engedélyt adtak a készítőknek az INFECTED című daluk felhasználására. Az Infected hivatalosan 2021. április 26-án jelent meg. 2021. szeptember 10-én jelentette be hivatalosan is az együttes negyedik stúdióalbumának, a Horizonsnak a megjelenését. Ugyanezen a napon megjelent a második kislemezük is az albumról, a The Breach.
2022. augusztus 19-én megjelentették Waiting on the Sky to Change című kislemezüket a Breaking Benjamin közreműködésével.

### 2024–napjainkig: kislemezek

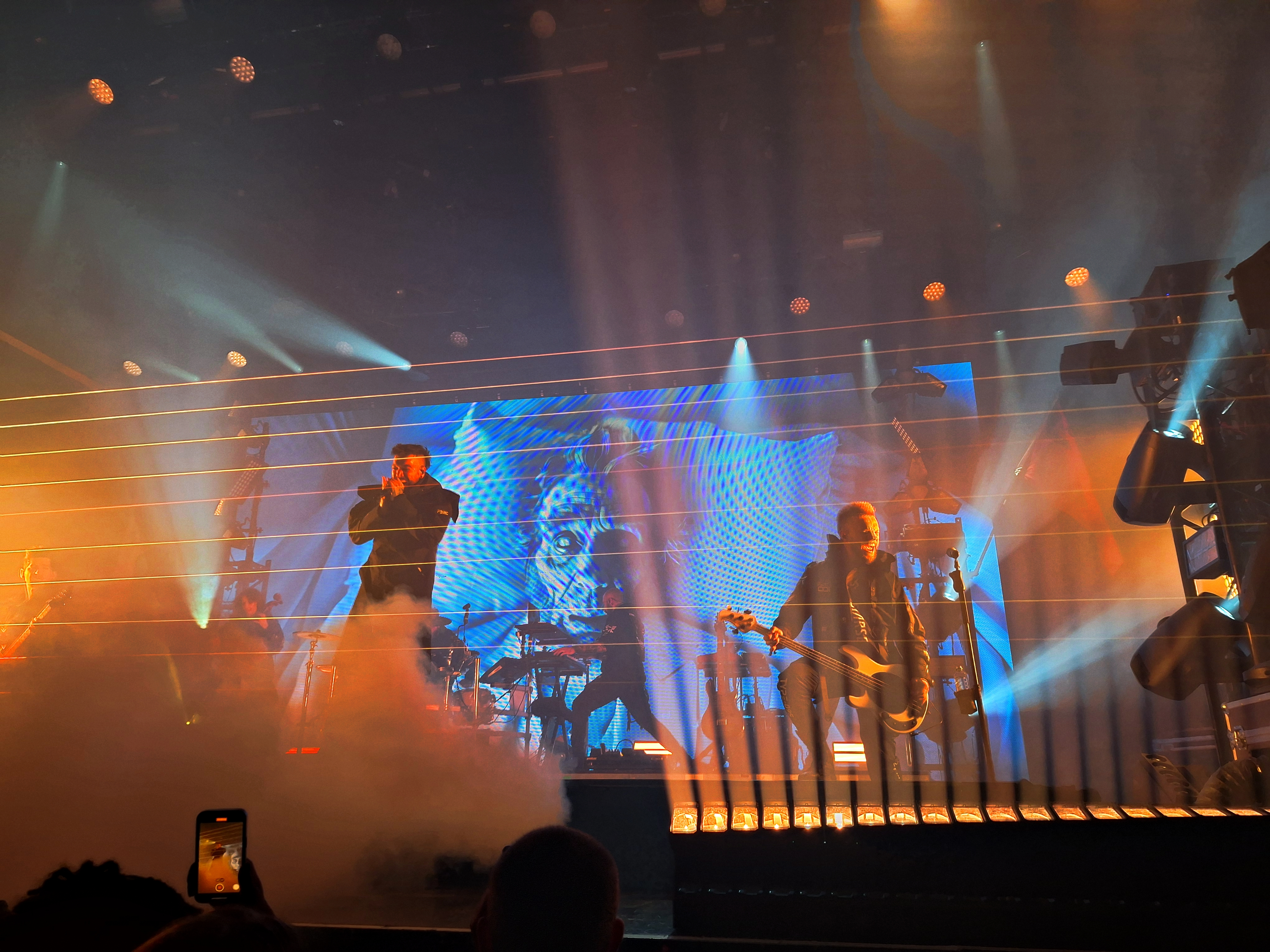
Az együttes 2024-es amszterdami koncertjük közben

2023 év végén a Starset bejelentette, hogy ismét turnézni kezdenek, 2024 tavaszán az Egyesült Államokban nyitották meg Immersion: The Final Chapter című koncertsorozatukat, ami novemberben záródott Európában. 2024. május 3-án jelent meg az együttes első kislemeze ötödik albumokról, Brave New World címen. Július 4-én ezt követte a Degenerate, majd augusztus 15-én a TokSik. A negyedik kislemez az albumról a Dystopia volt, október 8-án jelent meg. Az ötödik Dark Things címen jelent meg 2025 februárjában. 2025-ben kiadták a Tears for Fears Head over Heels című dalának feldolgozását.

## Zenei stílus
Az együttes nagyon sok stílusban játszik, ezért például az AllMusic, a Billboard és a Revolver is rock vagy hard rock együttesként tekint rájuk. Az együttes énekese Dustin Bates viszont Cinematic Rock-ként – ami egy nem elfogadott műfaj – jellemzi a Starset stílusát. Az Erie Times-News így írta le a zenekar hangzását: Keveri a Muse progresszív „törekvéseit” az érzelmekkel (mint a Breaking Benjamin).
Az együttes legnagyobb inspirációi Hans Zimmer, a Nine Inch Nails, a Sigur Rós, a Thirty Seconds to Mars, a Deftones, a Linkin Park és a Breaking Benjamin.

## Tagok

### Jelenlegi tagok
- Dustin Bates – ének, billentyűs, gitár
- Ron DeChant – basszus, billentyűk, vokál
- Brock Richards – szólógitár, vokál
- Adam Gilbert – dobok, ütőhangszerek

### Turnézó tagok
- Mariko Muranaka – hegedű, cselló, billentyűk (2014–2015; 2018–2019)
- Nneka Lyn – cselló (2016)
- Jonathan Kampfe – cselló (2017–2019)
- Siobhán Richards (született: Cronin) – hegedű (2017–), billentyűk (2018–)
- Zuzana Engererova – cselló (2019–)
- Cory Juba – gitár, szintetizátor, billentyűk (2021–)

## Diszkográfia
Stúdióalbumok
- Transmissions (2014)
- Vessels (2017)
- Divisions (2019)
- Horizons (2021)

## Turnék
Headliner
- Transmissions Tour (2015–2016)
- Vessels Tour (2017)
- Immersion: Part One (2018)
- Divisions Tour (2019–2020)
- Horizons Tour (2021–2023)
  - AE Tour (2021–2022, 2025)[a]
- Immersion: The Final Chapter (2024)

Nyitófellépőként
- Triggers & Trapwires Tour (10 Years, 2015)
- 2015 Carnival of Madness (résztvevő)
- Lifelines Tour (I Prevail, 2017)

## Koncertek Magyarországon

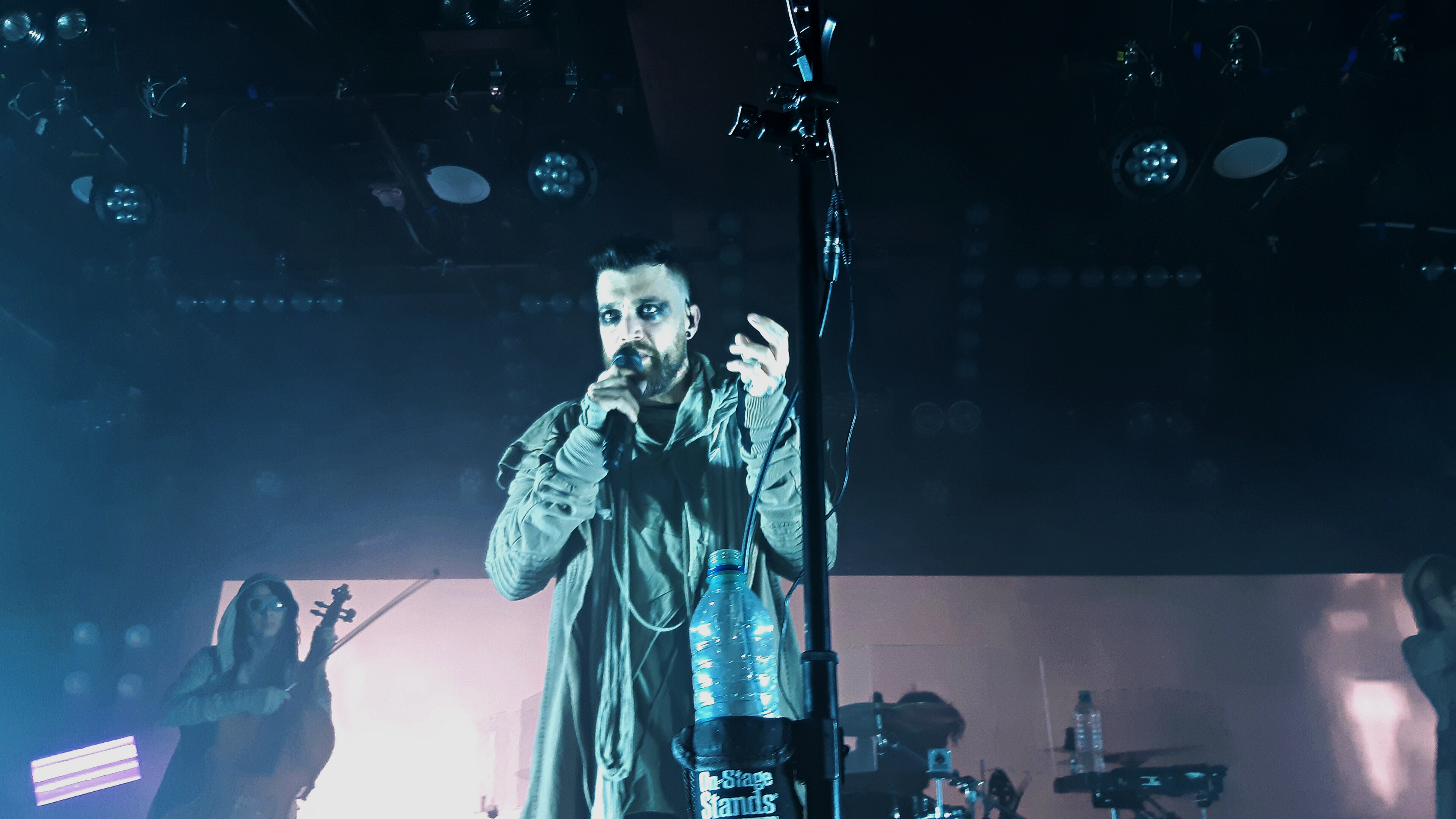
Dustin Bates (középen) és Mariko Muranaka, a Starset 2020-as budapesti koncertjén, az A38 Hajón

A Starset 2024 szeptemberéig két koncertet adott Magyarországon, mindegyiket Budapesten. Az első fellépésüket 2020-ban rendezték a fővárosban, az A38 Hajón, mindössze pár nappal az előtt, hogy lemondták a turné hátralévő részét a Covid19-pandémia miatt. Ezt 2023. március 18-án követte egy koncert az Akvárium Klubban. Az Immersion: The Final Chapter turné részeként 2024. november 2-án látogat ismét az országba az együttes.
Egyszer a Nova Rock fesztiválon is felléptek, ami mindössze egy kilométerre a magyar határtól kerül megrendezésre, Ausztriában.
| Dátum             | Helyszín      | Város    | Turné                        | Nyitófellépő       |
| ----------------- | ------------- | -------- | ---------------------------- | ------------------ |
| 2020. február 27. | A38 Hajó      | Budapest | Divisions Tour               | New Friend Request |
| 2023. március 18. | Akvárium Klub | Budapest | Horizons Tour                | Smash Into Pieces  |
| 2024. november 2. | Barba Negra   | Budapest | Immersion: The Final Chapter |                    |

## Fordítás
- Ez a szócikk részben vagy egészben  a   Starset című angol Wikipédia-szócikk ezen változatának fordításán alapul.  Az eredeti cikk szerkesztőit annak laptörténete sorolja fel. Ez a jelzés csupán a megfogalmazás eredetét és a szerzői jogokat jelzi, nem szolgál a cikkben szereplő információk forrásmegjelöléseként.